# 週刊リテラシー
『週刊リテラシー』（しゅうかんリテラシー）はTOKYO MXで放送されていた生放送情報番組。
番組開始当初の2014年4月5日から2016年7月9日放送までは、メインの出演者である田村淳（当時ロンドンブーツ1号2号）と上杉隆の冠番組である『淳と隆の週刊リテラシー』（あつしとたかしのしゅうかんリテラシー）として放送していたが、後述する上杉が出演不可能（後に降板）になったため、翌週7月16日放送分より『週刊リテラシー』に変更された（経緯など詳細は後述）。

## 概要
前番組枠で放送していた『5時に夢中!サタデー』を終了し、田村と上杉が、“多様性”と“言論の自由”をテーマにニュースを語り、メディアリテラシーを考えるバラエティ番組である。
田村にとって、『知りたがり!』（フジテレビ）以来、2年振りに情報番組の司会を担当する。
2014年12月20日には、2時間特番としてスタジオアルタからの公開生放送を行った。2015年8月15日には、当日が終戦の日ということで、2回目となるスタジオアルタからの公開生放送を行い、靖国神社問題を扱った。
2016年9月末をもって番組終了。後番組は『田村淳の訊きたい放題』。

### 上杉隆の降板
2016年7月9日放送段階では、一部報道で上杉が2016年東京都知事選挙への出馬が取り立たされている状況であったが、番組内では言及していなかった。後に同年7月12日に正式に出馬を表明し、その後はテレビ出演ができないため翌週の同年7月16日以降は番組自体に出演しなくなり、タイトルも『週刊リテラシー』に変更した。
結果として上杉は落選したため、早ければ同年8月6日放送分からは復帰可能であり、上杉もそのつもりでいた。しかし、突如同年8月5日に東京MXテレビ より契約終了通知書（事実上の解雇通告）が配達証明つきの郵便で送られたことを上杉が公表した。
この件をめぐっては、MXと上杉で真っ向から意見の食い違いが生じている。
MXは、同年8月13日放送の番組冒頭で「知事選出馬の報告を受け、番組のMCとして出演を継続することは放送基準等に照らして困難であるとの理由で、上杉の了承をとった上で降板を決定した」との旨をアナウンス。田村と阿部の進行により番組をスタートした。
一方で上杉は、このテロップが出される前の同年8月10日にコメントを発表。「既に6月下旬の段階で出馬の可能性をMXに知らせた。これを受けてMXも取材協力や陣中見舞いなどむしろ好意的な対応をしており、今回の契約終了通知書が出されたこと自体に困惑している」としている。

## コーナー
- 半蔵門世論調査
大手キー局が資本参加している新聞社、通信社との共同世論調査の様なRDD式世論調査では無く、放送回毎に設問を決めて、番組データ放送、番組Webサイト、携帯サイト、番組公式Twitterアカウントにて、視聴者からの意見を募集するコーナー。『5時に夢中!』シリーズでの「生投票」や、『ニッポン・ダンディ』『バラいろダンディ』の「ダンディ・ジャッジ」「バラいろジャッジ」に相当するコーナー。
前述のスタジオアルタからの生放送の場合は、スタジオアルタの所在する新宿に因んで「新宿世論調査」とタイトルが変更される。

- イチメンラインナップ
放送週の大手新聞各紙の一面の記事を6つピックアップし、そのニュースについて、コメンテーターが議論するコーナーである。新聞記事を6つピックアップしてコメンテーターと議論するのは、『ニッポン・ダンディ』での「WDN」と同様。
また、その中から田村が深掘りしたいニュースを「ふかぼりNEWS」として、コメンテーターと議論をする。

- 淳のとにかく行っちゃいました!
ニュースの分からない事、知らない事を知るために、とりあえず現場に行っちゃいましたと言う、キャッチフレーズの元、田村がロケをするVTR企画。
※内容によっては、弁護士にインタビューを行う(スタッフ欄の「協力：」を参照)

- 奈々のわかんないから聞いちゃいました!
鈴木が政治家などに質問をするロケ企画。『5時に夢中!』での「追跡!ベスト8」や『バラいろダンディ』の特集コーナーに相当する。

## 出演者

### メインMC
- 田村淳（当時ロンドンブーツ1号2号）

### アシスタント
- 阿部哲子

### コメンテーター
レギュラー
- 鈴木奈々
コメンテーターという形での出演であるが、実際にはロケ企画への参加や天気予報担当であり、『5時に夢中!』での「黒船特派員」や、『ニッポン・ダンディ』『バラいろダンディ』での「バーディ」と役目は同じである。

ゲスト
- 古賀茂明 - 2014年4月5日、5月24日、9月27日・2015年2月14日、4月25日、5月2日
- 田原総一朗 - 2014年4月12日、11月15日・2015年4月4日
- 長谷川幸洋 - 2014年4月19日、2014年9月27日
- 松野頼久 - 2014年4月26日
- 東国原英夫 - 2014年5月3日；2015年1月17日
- 萩生田光一 - 2014年5月10日；2015年5月9日
- 佐藤潤一（グリーンピースJAPAN）- 2014年5月17日
- 須田慎一郎 - 2014年5月24日、12月13日
- 山口一臣 - 2014年5月31日
- 田母神俊雄 - 2014年6月7日
- 森功 - 2014年6月14日
- 片山さつき - 2014年6月21日、11月1日
- 鳩山友紀夫（鳩山由紀夫から改名） - 2014年7月26日・2015年3月28日
- 小沢一郎 - 2014年8月23日
- 藤本順一 - 2014年8月30日
- 田中康夫 - 2014年9月6日、11月22日・2015年2月28日
- 玉木正之 - 2014年9月13日
- 木村三浩 - 2014年9月20日
- 江田憲司 - 2014年10月4日
- 海江田万里 - 2014年10月11日
- 高橋洋一 - 2014年10月18日・2015年4月18日
- 下村博文 - 2014年10月25日
- 長妻昭 - 2014年11月8日
- 猪瀬直樹 - 2014年12月6日
- 平将明 - 2015年1月10日
- 常岡浩介 - 2015年1月24日
- 山路徹 - 2015年1月31日
- 吹浦忠正 - 2015年2月7日
- 蟹瀬誠一 - 2015年2月21日
- 川内博史 - 2015年3月7日
- 鈴木博喜 - 2015年3月14日
- 竹中平蔵 - 2015年4月11日
- 森本敏 - 2015年4月11日
- 片山虎之助 - 2015年5月23日

### 過去の出演者
- 上杉隆（番組開始 - 2016年7月9日） - 経緯は前述のとおり。

## スタッフ
- 構成：相川健一、いのり浩昭
- ヘアメイク：三ノ輪

技術
- SW：磯田利明
- CAM：原美岳、菅野一哉,茂木章久
- VE：梅津孝一
- VTR：岩永光太
- MIX：畑圭
- AUD：成田紗弓
- LD：岡麻里子
- テロップ：外山綾
- 美術： SPart
- 照明： 共立ライディング
- 音響効果：アーツポート企画（株）
- 技術協力： COSMO SPACE
- 協力：アディーレ法律事務所
- FD：河村大介、佐久本章
- デスク：長谷川裕子
- TK：竹内朋子
- デザイン：、日浦康之
- ディレクター：山田裕輔
- 演出、プロデューサー： 大川貴史
- 製作著作： TOKYO MX